# Al-Walid I
Al-Walid I (668 (674?)-715) fou el primer califa omeia marwànida de Damasc (705-715). El seu nom complet és Abū al-ʿAbbās al-Walīd ibn ʿAbd al-Malīk ibn Marwān (àrab: الوليد بن عبد الملك, al-Walīd ibnʿAbd al-Malik). Era fill de Walida bint al-Abbas bin Djaz d'una família del Abs ibn Baghid dels Kays. Fou designat hereu pel seu pare a la mort de l'oncle Abd al-Aziz ibn Marwan.
Al-Walid era el primer fill d'Abd-al-Màlik ibn Marwan i va esdevenir el nou califa a la mort del seu pare. Com el seu pare, va continuar amb l'assessorament i ajut d'al-Hajjaj ibn Yússuf (ratificar com a governador de l'Iraq i Orient o Mashrik fins a la seva mort el 714) i amb aquesta confiança es varen conquerir la Transoxiana (envaïda en algunes campanyes per Kutayba ibn Muslim que va conquerir Bukharà 706/709 i Samarcanda el 711/712 i Fergana el 715), el Sind (conquesta iniciada el 711/712 i dirigida per Muhàmmad ibn al-Qàssim ath-Thaqafí) i també amb la Conquesta omeia d'Hispània va acabar amb el regne visigot de Toledo (711-716). Al-Hajjaj va ser el responsable d'escollir els generals que varen dur amb èxit aquestes campanyes militars.
Al-Walid va continuar amb el mateix govern que el seu pare de forma eficaç, va instaurar un sistema de benestar social, va construir hospitals, va construir institucions educatives i mesures per millorar l'art. Al-Walid era un entusiasta de l'arquitectura i ell mateix va reparar i va restaurar la Mesquita del Profeta en Medina. A més, va fer destruir la Basil·lica cristiana de Sant Joan Baptista per construir una gran mesquita, ara coneguda com la Gran Mesquita de Damasc o simplement la Mesquita Omeia.
Al-Walid també va ampliar la grandària del seu exèrcit i va desenvolupar una marina de guerra ben forta. El seu regnat es considera l'àpex del poder islàmic. El seu regnat fou de pau excepte les conquestes externes; no va deixar mai Síria excepte per dirigir el pelegrinatge el 710. Va mantenir l'equilibri entre kaysites i iemenites; el seu germà (i després successor) Sulayman fou governador de Síria i un altre germà, Umar (després també califa) fou governador d'Hedjaz i els dos foren favorables als iemenites. Un tercer germà, Maslama ibn Abd al-Malil, va governar la la zona fronterera amb l'Imperi Romà d'Orient.
Fou també conegut per la seva pietat personal i moltes històries diuen del seu recitar continu de l'Alcorà. Al-Walid va morir a Damasc al febrer del 715 i d'acord amb la voluntat paterna va ser succeït pel seu germà Sulayman ibn Abd-al-Màlik amb el qual no tenia molt bones relacions. Un intent del difunt de fer reconèixer com a hereu el seu fill Abd al-Aziz ibn al-Walid no havia aconseguit cap resultat encara quan va morir.